# I Ain't Mad at Cha
«I Ain't Mad at Cha» — шостий сингл з четвертого студійного альбому американського репера Тупака Шакура All Eyez on Me. Пісня є зворушливим триб'ютом, імовірно другу Napoleon, який прийняв іслам. Гук виконує Danny Boy. Трек не видали окремком у США, тож він не потрапив до синглових чартів Billboard (через тодішні правила). Попри це він увійшов до чартів R&B Airplay та Pop Airplay.

## Подробиці
Як семпл використано «A Dream» DeBarge. Є другою піснею, записаною у день звільнення Тупака з в'язниці (перша: «Ambitionz Az a Ridah»). Сингл випустили за два дні після смерті репера. Трек потрапив до компіляції Greatest Hits (1998). Ремікс «We Ride» Ріанни містить фраґменти «I Ain't Mad at Cha». R&B-гурт BLACKstreet видали «Don't Leave Me», другий сингл, де засемпловано «A Dream».

## Текст
У першому куплеті йдеться про те, як репер утратив зв'язок зі своїм другом, який прийняв іслам і різницю у способі життя: 
Now the whole shit's changed, and we don't even kick it
Got a big money scheme, and you ain't even with it
Hmm, knew in my heart you was the same motherfucker bad
Go toe to toe when it's time for roll you got a brother's back
And I can't even trip, cause I'm just laughin at cha
You tryin hard to maintain, then go head cause I ain't mad at cha
У другому куплеті Тупак говорить про своє ув'язнення. Він згадує стару дівчину й намагається втішити матір:
And even though we separated, you said that you'd wait
Don't give nobody no coochie while I be locked up state
I kiss my Mama goodbye, and wipe the tears from her lonely eyes
Said I'll return but I gotta fight the fate's arrived
Don't shed a tear, cause Mama I ain't happy here I'm through trial, no more smiles, for a couple years
У третьому куплеті (альбомної версії) виконавець розповідає про зміни у його житті з часів перебування у ґето й до здобуття популярності, негативну думку старих соратників зараз: 
So many questions, and they ask me if I'm still down
I moved up out of the ghetto, so I ain't real now?
They got so much to say, but I'm just laughin at cha
You niggaz just don't know, but I ain't mad at cha

## Написання й запис
Найпримітнішою схожістю між «A Dream» та «I Ain't Mad at Cha» є використання піаніно, що майже ідентичне оригіналу. Основна відмінність полягає у тому, що в «A Dream» звучать клавішні, а на «I Ain't Mad at Cha» — більш класичне піаніно. Коли Тупак увійшов до студії, біт був уже завершений. Репер написав слова й записав пісню за кілька годин. За словами Дейва Ерона, Шакур тоді був сповнений енергії. Під час запису у студії був Kurupt. За ним, Тупак почув біт і «очманів» від хвилювання. Він хотів швидко завершити трек і лаяв звукорежисерів за повільну роботу.
Технічна інформація
- MIDI-формат: 1
- Імпульси на чверть ноти: 384
- Темп: Allegretto (чверть ноти = 120)
- Тональність: До мінор
- Музичний розмір: 4/4

## Відеокліп
Для відео всю пісню перезаписали з живим гуртом та залученням духових і струнних. Кевін Льюїс доручив це зробити Корнеліусу Мімсу, Ворріну Кемпбеллу, Прісту, Рікі Роузу й Деррілу Круксу. Новий трек записано у студії Can-Am Конлі Абрамсом, зведено на Larrabee North Абрамсом.
На початку кліпу Тупак і його друг (Бокім Вудбайн) покидають уночі вечірку у готелі. Поки вони чекають на когось приходить людина в капюшоні, дістає пістолет і стріляє в їхній бік. Шакур відштовхує друга й дістає поранення. Репера забирає швидка допомога, він помирає. Шакур повертається на Землю як ангел і спостерігає як сумує його друг упродовж наступних днів. Тупак читає реп біля друга (той не чує і не бачить його) та на вишуканій вечірці на Небесах. Показано двійників багатьох померлих артистів, які грають інструментал: Редда Фокса, Джимі Гендрікса, Боба Марлі, Нета Кінґа Коула, Майлза Девіса, Марвіна Ґея, Біллі Голідея, Флоренцію Баллард, Семмі Девіса-молодшого, Луї Армстронга. Danny Boy на Небесах є янголом.
У цензурованій версії третій куплет має повністю інший текст про життєві труднощі, Бога й життя після смерті. Відео закінчується словами «Присвячено Мутулу Шакуру та Джеронімо Претту», що з'являються на екрані. Ці люди: вітчим і хрещений батько Тупака. Кліп посів 33-тю сходинку рейтингу «MTV Топ-100 1996». Прихильники погляду, що репер досі живий, розглядали концепцію відео (смерть Шакура, перебування на Землі у формі ангела) як доказ цієї теорії.

### Знімальна група
- Прем'єра: 15 вересня 1996
- Знято: травень 1996
- Продакшн-компанія: Been There
- Режисери: Тупак Шакур, Кевін Свейн
- Продюсер: Тадж Льюїс
- Оператор: Патрік Лаунджвей
- Перший помічник режисера: Джо Оз

## Список пісень
CD-сингл
DRWCD5/854 843-2
1. «I Ain't Mad at Cha» (Edit)
2. «I Ain't Mad at Cha» (LP Version)
3. «Skandalouz»
4. «Heartz of Men»
5. «Hail Mary»

12" макси-сингл
12 DRW5/854 843-1
1. «I Ain't Mad at Cha» (Edit)
2. «I Ain't Mad at Cha» (LP Version)
3. «Skandalouz»
4. «Heartz of Men»

Касетний сингл
DRWMC5/854 842-4
1. «I Ain't Mad at Cha» (Edit)
2. «Skandalouz»

## Учасники
- Продюсер: Dat Nigga Daz
- Зведення: DJ Quik, Карлос Ворлік
- Звукорежисери: Дейв Ерон, Рік Кліффорд
- Помічник звукорежисера: Елвін Макґілл

## Чартові позиції
| Чарт (1996–1997)           | Найвища позиція |
| -------------------------- | --------------- |
| Австралія                  | 47              |
| Велика Британія            | 13              |
| Нідерланди                 | 15              |
| Німеччина                  | 26              |
| Нова Зеландія              | 2               |
| US Hot 100 Airplay         | 58              |
| US Hot R&B/Hip-Hop Airplay | 18              |
| Швеція                     | 35              |